# Índice de precios de la vivienda en alquiler
El índice de precios de la vivienda en alquiler (IPVA) es una estadística experimental elaborada por el Instituto Nacional de Estadística (INE) de España. Su objetivo principal es medir la evolución anual de los precios de las viviendas alquiladas con fines de residencia habitual.

## Características
El IPVA se basa en los datos administrativos proporcionados por la Agencia Tributaria (AEAT), concretamente en la información del modelo 100 de las declaraciones del IRPF. Estos datos reflejan los ingresos declarados por arrendamiento de viviendas destinadas a residencia habitual.
El índice permite calcular variaciones anuales en los precios del alquiler a diferentes niveles geográficos, como comunidades autónomas, provincias, municipios y distritos. Asimismo, puede desagregarse según características de la vivienda, como la superficie o el tipo de inmueble.
Cabe destacar que el IPVA no proporciona precios absolutos del alquiler en un momento concreto, sino que informa sobre la evolución media de los precios a lo largo del tiempo. Su publicación es de carácter anual y está orientada a mostrar tendencias y cambios estructurales en el mercado del alquiler residencial.
El IPVA se centra en la evolución histórica y anual de los precios del alquiler, mientras que el índice de precios de referencia del alquiler (SERPAVI), gestionado por el Ministerio de Vivienda y Agenda Urbana, proporciona una horquilla de precios estimados para nuevos contratos de alquiler, teniendo en cuenta la ubicación y características de cada vivienda.
El índice de referencia tiene también una función reguladora, ya que puede utilizarse como herramienta para establecer límites en las denominadas zonas tensionadas y orientar tanto a propietarios como a inquilinos sobre precios adecuados en el mercado del alquiler.